# ويكيبيديا الملغاشية
ويكيبيديا الملغاشية (الملغاشية:Wikipedia amin'ny teny malagasy) هي النسخة الملغاشية من موسوعة ويكيبيديا.

## الإحصائيات
| عدد المستخدمين المسجلين | عدد المستخدمين النشيطين | عدد المقالات | صفحات المحتوى | عدد التعديلات | عدد الملفات المرفوعة | عدد الإداريين |
| ----------------------- | ----------------------- | ------------ | ------------- | ------------- | -------------------- | ------------- |
| 35٬171                  | 53                      | 99٬012       | 253٬661       | 1٬096٬524     | 3                    | 3             |